# Rab5
Rab5 je podrodina Rab proteinů (u myši i člověka jsou přítomny tři izoformy: Rab5A, Rab5B a Rab5C). Reguluje časné kroky transportu váčků po endocytóze – homotypické splývání časných endozomů, pohyb váčků pomocí molekulárních motorů a Rab konverzi z Rab5 na Rab7. Efektorovými proteiny Rab5 jsou EEA1 a Rabinosyn-5, ty hrají roli v přiblížení (tethering) váčků, jež umožňuje splývání, a dále proteiny APPL1 a APPL2. Spektrum interagujících proteinů je však mnohem širší a Rab5 specificky váže až 20 různých proteinů. Patří k nim GEFy Rabex5, Gapex-5, Rin1, Rin2, Rin3 a Als2 a GAPy RabGap-5 a RN-Tre, ale také PI3 kináza a PI5 a PI4 fosfatázy.